# 螢光假單胞菌
螢光假單胞菌，又稱螢光菌（學名Pseudomonas fluorescens），為革蘭氏陰性菌，是一種常見的細菌，廣泛存在於自然界之中。对植物无致病作用(non-pathogenic),使用抗生素莫匹羅星可以從這種菌分离出。

## 名稱由來
螢光假單胞菌之所以稱之螢光菌是因為當生存在缺乏鐵的環境下，便會產生出一種稱為鉗鐵化合物（siderophore）的螢光色素，因此得名。

## 外部連結
- http://www.pseudomonasfluorescens.org%5B%5D （英文）